# Міжвоєнний період

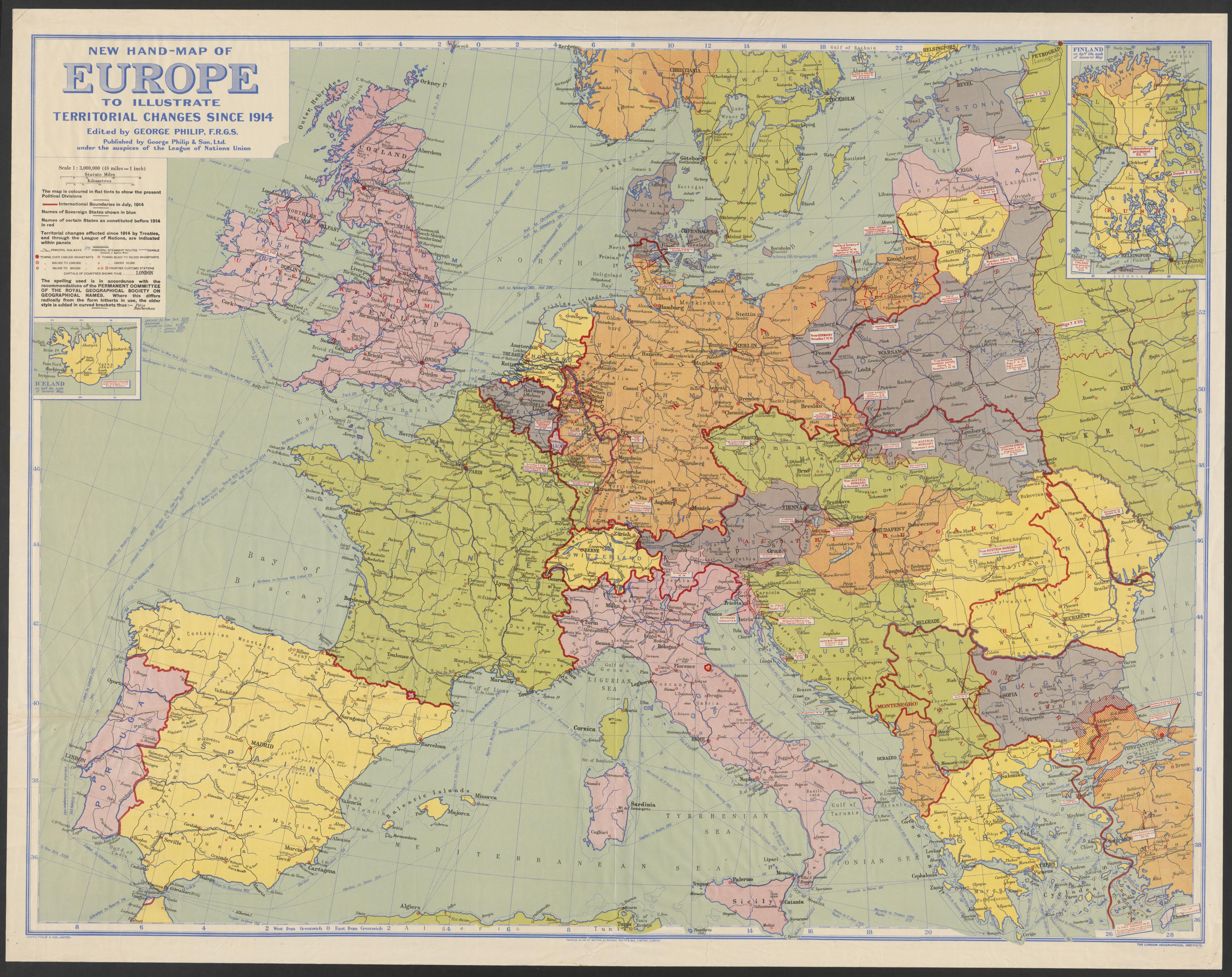
Політична карта Європи (1924). Подані кордони 1914 року для порівняння

Міжвоєнний період, або інтербелум (дослівно лат. inter — між й лат. bellum — війна) — період між війнами. Термін зазвичай використовують для позначення періоду 1918—1939 років, тобто часового проміжку між Першою та Другою світовими війнами.

## Опис
Цей період був досить неоднорідним для всього світу і був пов'язаний з усілякими потрясіннями. У той час як Європа намагалася оговтатися від руйнувань Першої світової війни, у Північній Америці настала доба значного процвітання економіки, яка увійшла в історію під назвою «Бурхливі двадцяті», але все змінилося у 1929 році з початком Великої депресії, яка призвела до економічного спаду в усіх капіталістичних країнах світу.
Саме в цей час Веймарська республіка зазнала два епізоди політичного та економічного потрясіння, перший завершився гіперінфляцією в 1923, і провалом Пивного путчу в тому ж році. Стагнація викликана депресією в усьому світі, призвела до зростання нацизму. В Азії, Японія стала ще більш цілеспрямованою, особливо у відношенні Китаю.
Міжвоєнний період відзначився радикальними змінами в міжнародному порядку, далекого від політичної рівноваги сил, який домінував перед Першою світовою війною в Європі. Одним з основних інститутів, покликаних забезпечити стабільність, була Ліга Націй, створена на Паризькій мирній конференції по Першій світовій війні з метою підтримки міжнародної безпеки та миру і стимулювання економічного росту між країнами-членами. Вплив Ліги було підірвано войовничістю Нацистської Німеччини, імперською Японією та Італією під проводом Муссоліні, а також бездіяльністю Ліги Націй, що змусило багатьох замислитися над її ефективністю та легітимністю.
Спроба вирішення низки міжнародних криз Лігою Націй закінчилась невдачею: вторгнення до Маньчжурії Японією й Абіссинська криза 1935—1936 років, у якій Італія вдерлася в Абісинію, одну з небагатьох незалежних африканських країн в цей час. Ліга намагалася ввести економічні санкції проти Італії, але безрезультативно. Інцидент підкреслив французьку і британську слабкість, про що свідчило їх небажання вводити жорсткі санкції проти Італії і втрати її як свого можливого союзника. Обмежені заходи, прийняті західними державами, підштовхнули Італію до альянсу з гітлерівською Німеччиною. Ефіопська війна показала Гітлерові слабкість Ліги й підштовхнула його взяти участь в Іспанській громадянській війні. Він також мілітаризував Рейнську область, що було грубим порушенням Версальського договору. Це був перший з низки провокаційних актів, кульмінацією яких стало вторгнення до Польщі у вересні 1939, і початок Другої світової війни.

## Події міжвоєнного періоду
1. Війна за незалежність країн Балтії та Громадянська війна в Росії
2. Біла армія Юденичу
3. Інтервенція на Північної Росії
4. Біла армія Колчака: Сибір
5. Денікін: Біла армія
6. Петлюра: Українська директорія
7. Польсько-радянська війна
8. Сілезія[en] напруга між поляками та німцями.
9. Румунська окупація Угорщини
10. Габріеле д'Аннунціо захоплює Фіуме, створює італійське регентство Карнаро
11. Безладні[en] бойові дії в Албанії
12. Турецька війна за незалежність

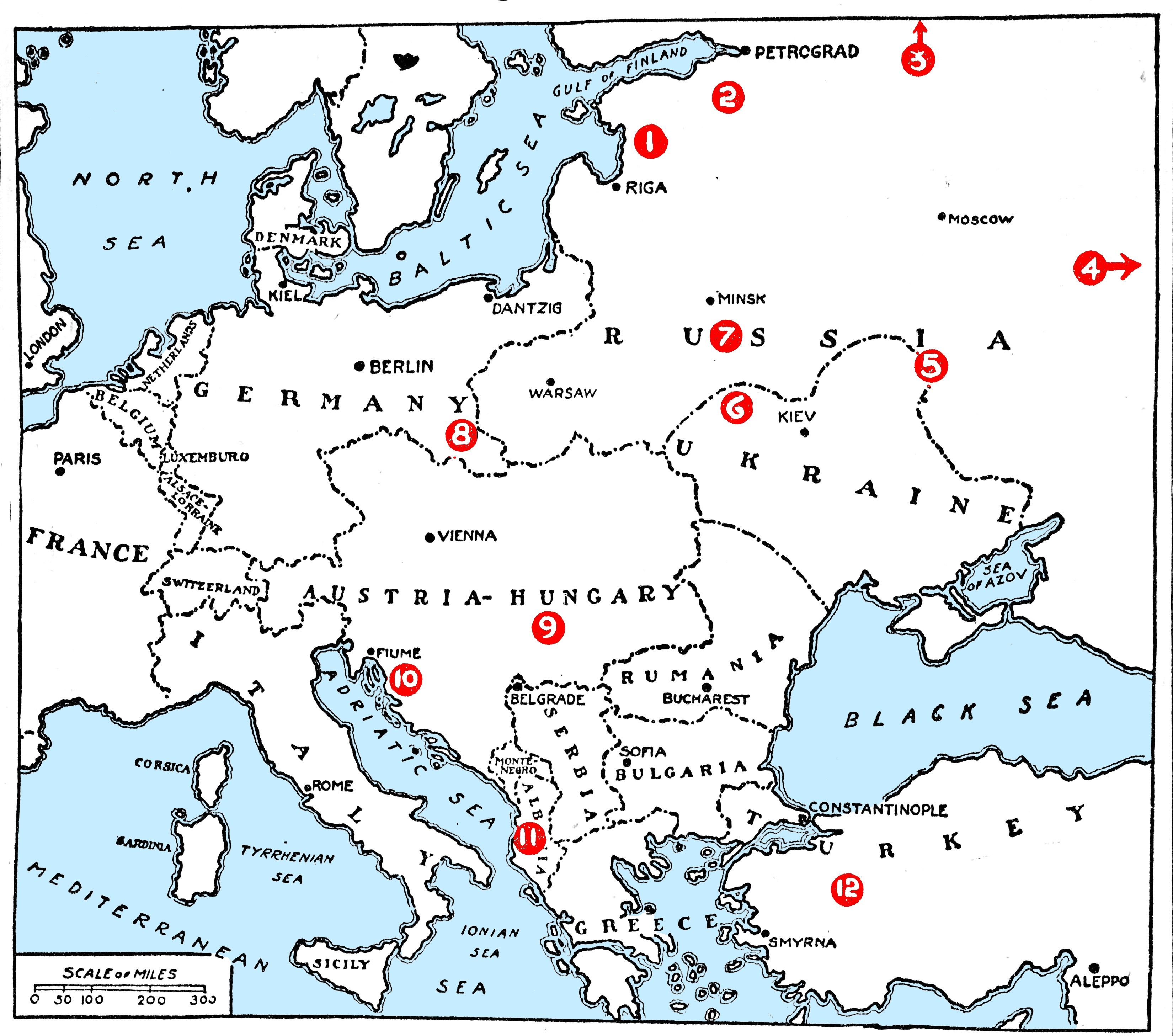
' надрукувала 9 листопада 1919 цю мапу збройних конфліктів у Центральній і Східній Європі 1919, через рік після закінчення Першої світової війни:

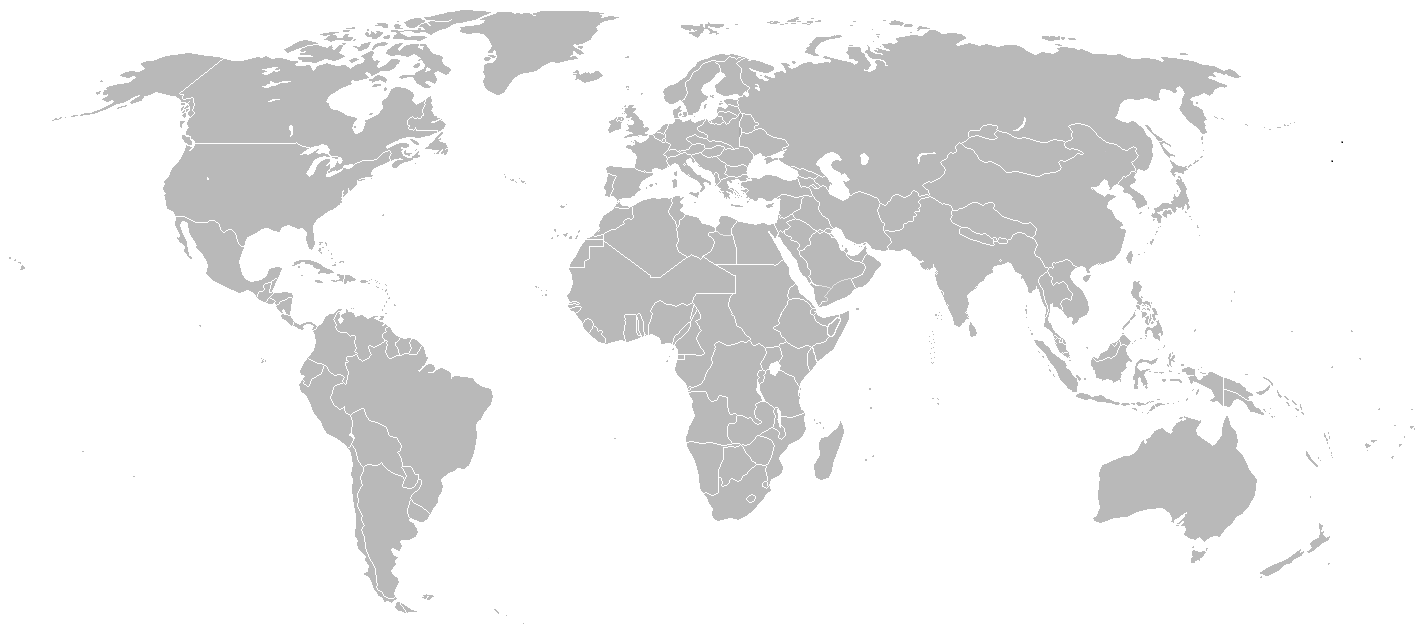
Кордони держав світу у 1920

Нижче представлені тематичні посилання на статті періоду Міжвоєння:

### Європа
- Історія Албанії: албано-італійські угоди, вторгнення в Албанію;
- Історія Австрії: Німецька Австрія, перша Австрійська Республіка, громадянська війна в Австрії, Аншлюс;
- Історія Бельгії: окупація Руру;
- Історія Болгарії: переворот в Болгарії, 1923, Петричський інцидент;
- Історія Чехословаччини: польсько-Чехословацький прикордонний конфлікт, Мюнхенська угода, німецька окупація Чехословаччини;
- Історія Естонії: війна за незалежність Естонії, Повстання 1 грудня, Вапси, Радянська окупація Естонії;
- Історія Фінляндії: королівство Фінляндія, громадянська війна в Фінляндії;
- Історія Франції: Версальський договір, франко-турецька війна, окупація Руру, французька колоніальна імперія, Рифська війна, Майсалунська битва;
- Історія Німеччини: Версальський договір 1919, повстання спартакістів, фрайкор, Веймарська республіка, Націонал-соціалістична робітнича партія Німеччини, Пивний путч, Сілезькі повстання, Польський коридор, Gleichschaltung, життєвий простір на Сході, окупація Руру, відновлення влади над Сааром, німецько-польський пакт про ненапад, підпал Рейхстагу, ремілітаризація Рейнланду, Ніч довгих ножів, аншлюс Австрії, Мюнхенська угода, німецька окупація Чехословаччини;
- Історія Греції: греко-турецька війна, Корфу інцидент, Петричський інцидент, балканський пакт;
- Історія Угорщини: Тріанонський договір, Угорська Демократична республіка, Угорська Радянська Республіка, Угорське королівство, Велика Угорщина, віденський арбітраж, Схрещені стріли, словацько-угорська війна;
- Історія України: Визвольні змагання початку 20-ого століття, Радянська окупація України, Голодомор 1921-1923рр, Голод 1928-1929рр, Розстріляне відродження, Голодомор 1932-1933рр;
- Історія Ірландії: війна за незалежність Ірландії;
- Історія Італії: Національна фашистська партія, Марш на Рим, італійська колоніальна імперія, Корфу інцидент, друга італо-ефіопська війна, Латеранський договір, вторгнення в Албанію;
- Історія Латвії: Війна за незалежність Латвії, Радянська окупація Латвії;
- Історія Литви: Литовське королівство, Республіка Центральна Литва, війна за незалежність Литви, військовий переворот у Литві, німецький ультиматум Литві, Радянська окупація Литви
- Історія Польщі: Друга Річ Посполита, польсько-литовська війна, Радянсько-польська війна, Польсько-Чехословацький прикордонний конфлікт, німецько-польський пакт про ненапад, Вільне місто Данциг;
- Історія Румунії: Велика Румунія, Залізна гвардія, балканський пакт;
- Історія Словаччини: словацько-угорська війна;
- Історія Росії/Радянського Союзу: громадянська війна в Росії, радянсько-польська війна, українська революція 1917—1921, битва на озері Хасан, бої на Халхин-Голі, Великий терор;
- Історія Іспанії: Рифська війна, Друга Іспанська республіка, громадянська війна в Іспанії;
- Історія Туреччини: війна за незалежність Туреччини, турецько-вірменська війна, франко-турецька війна, балканський пакт, Хатай;
- Історія Великої Британії: Версальський договір, третя англо-афганська війна, війна за незалежність Ірландії, Британська імперія, британський мандат у Палестині, британський мандат у Месопотамії, Британський Сомаліленд, рух за незалежність Індії, Британський союз фашистів;
- Історія Югославії: королівство сербів, хорватів і словенців, королівство Югославія, балканський пакт;
- Історія Австралії: Велика Депресія в Австралії

### Азія
- Історія Китаю: ера мілітаристів в Китаї, Північний похід, Маньчжоу-го, Маньжурський інцидент, японсько-китайська війна 1937—1945;
- Історія Афганістану: третя англо-афганська війна;
- Історія Індії: рух за незалежність Індії, акт про державний лад Індії 1935;
- Історія Іраку: британський мандат у Месопотамії, іракське повстання проти Великої Британії, бійня в Симела;
- Історія Японії: Японська імперія, Корея під управлінням Японії, Маньжурський інцидент, інцидент 26 лютого, битва на озері Хасан, бої на Халхин-Голі, японсько-китайська війна 1937—1945;
- Історія Кореї: Корея під управлінням Японії;
- Історія Лівану: французький мандат у Лівані, Велика Сирія;
- Історія Сирії: французький мандат у Сирії і Лівані, франко-сирійська війна, Хатай;

### Америка
- Історія Мексики: війна Кристерос;
- Історія Парагваю: Чакська війна;
- Історія Сполучених Штатів: Велика Депресія, Лондонська економічна конференція, Філіппінська Співдружність;
- Історія Перу: Перуансько-колумбійська війна
- Історія Болівії: Чакська війна;
- Історія Канади: Канада в Світових війнах і міжвоєнний період;

### Африка
- Історія Ефіопії: друга італо-ефіопська війна;
- Історія Марокко: Рифська війна;